# Paraonis reductus
Paraonis reductus är en ringmaskart som beskrevs av Hartman 1965. Paraonis reductus ingår i släktet Paraonis och familjen Paraonidae. Inga underarter finns listade i Catalogue of Life.